# Östen Bergstrand
Carl Östen Emanuel Bergstrand (1 de septiembre de 1873-27 de septiembre de 1948) fue un astrónomo sueco, popular por su obra de divulgación Astronomi (1925).

## Semblanza
Fue profesor de astronomía en la Universidad de Uppsala desde 1909 hasta 1938, donde su doctorado en astronomía en 1899 con Nils Christoffer Dunér.  Sus primeros trabajos estuvieron centrados en astrometría, particularmente en el examen de placas fotográficos para medir el paralaje estelar. Utilizó los movimientos orbitales de las lunas de Urano para medir el periodo de rotación y el achatamiento ecuatorial del planeta. También hizo estudios sobre la corona solar, utilizando fotografías tomadas en la expedición del eclipse solar de 1914.
Fue el autor de varios trabajos sobre astronomía para el público en general, incluyendo Astronomi (1925). Falleció en 1948 y está enterrado en el antiguo cementerio de Uppsala.

## Reconocimientos
- El cráter Bergstrand en la Luna lleva este nombre en su honor.